# Elye Wahi
Sepe Elye Wahi (Courcouronnes, 2 de enero de 2003) es un futbolista francés que juega de delantero en el Eintracht Fráncfort de la Bundesliga de Alemania.

## Trayectoria
Cuando era juvenil en el S. M. Caen, saltó a los titulares por marcar 89 goles en la temporada 2016-17 como jugador sub-14 y sub-15.
El 17 de octubre de 2019 firmó su primer contrato profesional con el Montpellier H. S. C. Debutó como profesional en una derrota por 2-0 en la Ligue 1 ante el F. C. Metz el 16 de diciembre de 2020.
Marcó su primer gol con el Montpellier en la derrota por 3-2 ante el A. S. Monaco F. C. el 15 de enero de 2021. Se convierte así en el segundo goleador más joven de la historia del club, con 18 años y 13 días. El 14 de marzo de 2022 firmó una prolongación de su contrato con el Montpellier. El 29 de diciembre de 2022, al marcar el vigésimo gol de su carrera en la Ligue 1 en una victoria a domicilio por 2-0 contra el F. C. Lorient, se convirtió en el segundo adolescente, después de Kylian Mbappé, en alcanzar este hito en los cuarenta años anteriores.

## Selección nacional
Nacido en Francia, es de ascendencia marfileña. Es internacional juvenil por Francia.

## Controversia
En marzo de 2018, Wahi fue expulsado del colegio Jean-Moulin, una escuela secundaria asociada a la academia juvenil del S.M. Caen. El 12 de marzo de 2018, el colegio citó al padrastro de Wahi, su representante legal, ante un comité disciplinario, alegando que Wahi había cometido las siguientes acciones: "Bajo amenaza verbal de violencia física, [Wahi] ordenó a tres de sus compañeros de clase que lo siguieran al baño y los obligó a desvestirse." En noviembre de 2021, el periodista de investigación Romain Molina alegó además que Wahi había presionado a los tres estudiantes para que se masturbaran frente a él.
En octubre de 2021, una mujer de 22 años presentó una denuncia en su contra por violencia que le había incapacitado para trabajar. Según ella, el futbolista le había propinado un puñetazo en la nariz durante una velada en la discoteca L'Entrepôt de Lattes, Hérault, en la noche del 12 al 13 de septiembre del mes anterior. La mujer fue atendida por los servicios de urgencias a causa de la violencia.

## Estadísticas

### Clubes
Actualizado al último partido disputado el 8 de noviembre de 2024.
| Club                            | Div.          | Temporada     | Liga  | Liga  | Liga   | Copas nacionales | Copas nacionales | Copas nacionales | Copas internacionales | Copas internacionales | Copas internacionales | Total | Total | Total  |
| Club                            | Div.          | Temporada     | Part. | Goles | Asist. | Part.            | Goles            | Asist.           | Part.                 | Goles                 | Asist.                | Part. | Goles | Asist. |
| ------------------------------- | ------------- | ------------- | ----- | ----- | ------ | ---------------- | ---------------- | ---------------- | --------------------- | --------------------- | --------------------- | ----- | ----- | ------ |
| Montpellier H. S. C. II Francia | 5.ª           | 2018-19       | 1     | 0     | 0      | —                | —                | —                | —                     | —                     | —                     | 1     | 0     | 0      |
| Montpellier H. S. C. II Francia | 4.ª           | 2019-20       | 7     | 1     | 0      | —                | —                | —                | —                     | —                     | —                     | 7     | 1     | 0      |
| Montpellier H. S. C. II Francia | 5.ª           | 2020-21       | 3     | 2     | 0      | —                | —                | —                | —                     | —                     | —                     | 3     | 2     | 0      |
| Montpellier H. S. C. II Francia | Total club    | Total club    | 11    | 3     | 0      | 0                | 0                | 0                | 0                     | 0                     | 0                     | 11    | 3     | 0      |
| Montpellier H. S. C. Francia    | 1.ª           | 2020-21       | 18    | 3     | 1      | 4                | 0                | 0                | —                     | —                     | —                     | 22    | 3     | 1      |
| Montpellier H. S. C. Francia    | 1.ª           | 2021-22       | 33    | 10    | 2      | 3                | 0                | 0                | —                     | —                     | —                     | 36    | 10    | 2      |
| Montpellier H. S. C. Francia    | 1.ª           | 2022-23       | 33    | 19    | 5      | 0                | 0                | 0                | —                     | —                     | —                     | 33    | 19    | 5      |
| Montpellier H. S. C. Francia    | 1.ª           | 2023-24       | 1     | 0     | 0      | —                | —                | —                | —                     | —                     | —                     | 1     | 0     | 0      |
| Montpellier H. S. C. Francia    | Total club    | Total club    | 85    | 32    | 8      | 7                | 0                | 0                | 0                     | 0                     | 0                     | 92    | 32    | 8      |
| R. C. Lens Francia              | 1.ª           | 2023-24       | 27    | 9     | 3      | 1                | 0                | 0                | 8                     | 3                     | 1                     | 36    | 12    | 4      |
| R. C. Lens Francia              | Total club    | Total club    | 27    | 9     | 3      | 1                | 0                | 0                | 8                     | 3                     | 1                     | 36    | 12    | 4      |
| Olympique de Marsella Francia   | 1.ª           | 2024-25       | 9     | 2     | 1      | 0                | 0                | 0                | —                     | —                     | —                     | 9     | 2     | 1      |
| Olympique de Marsella Francia   | Total club    | Total club    | 9     | 2     | 1      | 0                | 0                | 0                | 0                     | 0                     | 0                     | 9     | 2     | 1      |
| Total carrera                   | Total carrera | Total carrera | 132   | 46    | 12     | 8                | 0                | 0                | 8                     | 3                     | 1                     | 148   | 49    | 13     |